# 達沃唐人街
达沃唐人街是菲律宾达沃市的唐人街，也是菲律宾第二大岛棉兰老岛唯一的一个唐人街。街区主要居住着菲律宾华裔，该地区紧邻街道有Santa Ana Avenue, Monteverde Avenue, Ramón Magsaysay Street和León García Street。占地44公顷，是菲律宾面积最大的唐人街，是4个描笼涯的部分。

## 历史
达沃唐人街形成于2003年，时任市长的罗德里戈·杜特地发布执行令，宣布在描笼涯27-C和30-C地区，也即是菲律宾华裔居民和商人聚集的地方修建唐人街。 达沃市唐人街发展委员会 (DCCDC) 随之成立，旨在协助该执行区域的文化遗产的保护和担任商业管理的重任. 委员会见证了唐人街在2009年中国农历新年来临之际正式完工，随之开始了从1月24日到1月31日的长达一个星期的庆祝活动。